# Diego Romero (regatista)
Diego Emilio Romero Paschetta (Córdoba, Argentina, 5 de diciembre de 1974) es un deportista italo-argentino que compitió en vela en la clase Laser (desde el año 2008 bajo la bandera de Italia). 
Participó en tres Juegos Olímpicos de Verano, entre los años 2000 y 2008, obteniendo una medalla de bronce en Pekín 2008, en la clase Laser. Ganó una medalla de plata en el Campeonato Mundial de Laser de 2005.

## Palmarés internacional
| \| Representando a Argentina \| \| \| \| \| Campeonato Mundial \| \| \| \| \| Año \| Lugar \| Medalla \| Clase \| \| 2005 \| Fortaleza (Brasil) \| Medalla de plata \| Laser \| \| Representando a Italia \| \| \| \| \| Juegos Olímpicos \| \| \| \| \| Año \| Lugar \| Medalla \| Clase \| \| 2008 \| Pekín (China) \| Medalla de bronce \| Laser \| |                    |                   |       |
| Representando a Argentina |                    |                   |       |
| Campeonato Mundial |                    |                   |       |
| Año | Lugar              | Medalla           | Clase |
| 2005 | Fortaleza (Brasil) | Medalla de plata  | Laser |
| Representando a Italia |                    |                   |       |
| Juegos Olímpicos |                    |                   |       |
| Año | Lugar              | Medalla           | Clase |
| 2008 | Pekín (China)      | Medalla de bronce | Laser |